# Датско-литовские отношения
Датско-литовские отношения — двусторонние дипломатические отношения между Данией и Литвой. У Литвы есть посольство в Копенгагене, а у Дании есть посольство в Вильнюсе. Обе страны являются членами ЕС и НАТО. Двусторонние отношения были восстановлены 24 августа 1991 года.

## История
С начала независимости Литвы Дания обеспечивает ее политической и экономической поддержкой. Дания также поддерживала Литву в Европейском Союзе и НАТО. С 1990 по 2003 Дания оказала Литве помощь в размере 1 млрд долларов США.
В 2006 году экспорт Дании в Литву достиг суммы в 442 млн евро. Импорт из Литвы составил 469 млн евро. Много датских компаний образовали в Литве дочерние предприятия.
Начиная с 1991 года Дания и Литва сотрудничают в сфере военной обороны . Литва имеет оборонное сотрудничество с Данией. Литовские и датские войска совместно работают в Косово, Ираке и Афганистане.
2 мая 2003 года президент Литвы Роландас Паксас посетил Данию. 2 мая 2005 года и 9 апреля 2008 премьер министр Дании Андерс Фог Расмуссен посещал Литву.